# La Villette (Lyon)
Pour les articles homonymes, voir Villette.
La Villette est un quartier du 3e arrondissement de Lyon situé entre la Part-Dieu, Bellecombe, Sans Souci - Dauphiné et les deux quartiers de La Ferrandière et Les Maisons-Neuves situés sur la commune de Villeurbanne.

## Présentation
Du quartier proprement dit, il ne reste plus grand-chose des usines qui le composaient : bâtiment de travaux publics rue Baraban, les fonderies Roux, les Engrenages Pionchon et les usines Delle à la limite de Villeurbanne, Keller Dorian Papiers et Keller Dorian Tissus rue de l'Espérance et rue Antoine Charial ou L'Avenir, coopérative de bâtiment située en face de la Caisse régionale d'Assurance Maladie.
Une multitude d'immeubles d'habitation a progressivement remplacé les usines ainsi que les vieilles boutiques des artisans, petites maisons sans grand caractère datant pour nombre d'entre elles du début du XIXe siècle. Le vaste domaine des Petites Sœurs des pauvres, quadrilatère entre les rues Maurice Flandin, Antoine Charial (anciennement rue de l'Ordre) et l'avenue Georges Pompidou, a été transféré en banlieue. La rue de la Villette qui jouxte le quartier de la Part-Dieu a été complètement refaite, agrandie, bordée de nouveaux immeubles modernes et intégrée à la Part-Dieu.
Le quartier compte une église intéressante à l'angle des rues Turbil et Antoine Charial, l'église du Sacré-Cœur, jamais terminée, faute d'argent, mais qui n'en constitue pas moins un bel ensemble en pierre de taille et pierre reconstituée, construite pendant l'entre-deux-guerres (de 1922 à 1934), qui a été complétée par un petit parc édifié sur le terrain resté libre du fait de l'abandon des travaux de l'église.